# Örökbefogadás
Örökbefogadás es una película dramática húngara de 1975 dirigida por Márta Mészáros. Cuenta la historia de Kata, una trabajadora soltera de una fábrica, que se interesa por los niños abandonados y trata de adoptar uno. Se inscribió en el 25.ª Festival Internacional de Cine de Berlín, donde ganó el Oso de Oro. La película también fue seleccionada como la entrada húngara a la Mejor Película en Lengua Extranjera en la 48.ª edición de los Premios de la Academia, pero no fue nominada.

## Sinopsis
Kata es una joven viuda que trabaja en una fábrica. Resignada a su gris existencia, con una vida de duro trabajo y viviendo en la soledad, la única cosa que dará un toque de color a su vida es su relación con un trabajador de la fábrica, casado, que ha decidido no dejar a su familia, posición que Kata acepta y respeta.

## Reparto
- Katalin Berek como Csentesné – Kata (como Berek Kati)
- Gyöngyvér Vigh como Bálint Anna
- Péter Frió como Sanyi
- László Szabó como Jóska
- István Szőke
- Flóra Kádár como Erzsi, esposa de Jóska
- Janos Boross como Anna apja
- Erzsi Varga como Anna anyja
- István Kaszás como Intézetigazgató
- Anikó Beso
- Zsófi Mészáros
- Judit Felvidéki
- Irén Rácz
- Erika Jozsi como (como Józsa Erika)
- András Szigeti

1. ↑  «Berlinale 1975: Prize Winners». berlinale.de. Archivado desde el original el 15 de octubre de 2013. Consultado el 11 de julio de 2010.
2. ↑  Margaret Herrick Library, Academy of Motion Picture Arts and Sciences